# هينينغ فون تريسكوف
هينينغ فون تريسكوامر (بالألمانية: Henning von Tresckow) ، من مواليد 10 يناير عام 1901 ، وانتحر بتاريخ 21 يوليو عام 1944م، وهو ضابط عسكري ألماني برتبة جنرال ، شارك مع أخوه الأصغر فيليب فون تريسكوامر في محاولة فاشلة لاغتيال أدولف هتلر بتاريخ 20 يوليو عام 1944م.

## بعد فشل المحاولة
بعد فشل محاولة اغتيال أدولف هتلر ، أنتقل إلى شرق أوروبا لإكمال المواجهة مع الجيش السوفيتي ، وانتحر هينينغ فون تريسكوامر، وقد نال ميدالية صليب الفرسان وأوراق سنديان وسيف.